# Friedrichshafen D.I
Le Friedrichshafen D.I est un prototype d'avion militaire de la Première Guerre mondiale.

## Sources
- (ru) « Friedrichshafen D.I », sur airwar.ru (consulté le 17 juin 2008)